# العلاقات المارشالية الكوستاريكية
العلاقات المارشالية الكوستاريكية هي العلاقات الثنائية التي تجمع بين جزر مارشال وكوستاريكا.

## مقارنة بين البلدين
هذه مقارنة عامة ومرجعية للدولتين:
| وجه المقارنة                                              | جزر مارشال                     | كوستاريكا                                 |
| --------------------------------------------------------- | ------------------------------ | ----------------------------------------- |
| المساحة (كم2)                                             | 181                            | 51.10 ألف                                 |
| عدد السكان (نسمة)                                         | 53.13 ألف                      | 4.91 مليون                                |
| الكثافة السكانية (ن./كم²)                                 | 29.35 ألف                      | 96.09                                     |
| العاصمة                                                   | ماجورو                         | سان خوسيه                                 |
| اللغة الرسمية                                             | لغة إنجليزية، اللغة المارشالية | اللغة الإسبانية                           |
| العملة                                                    | دولار أمريكي                   | كولون كوستاريكي                           |
| الناتج المحلي الإجمالي (بليون دولار)                      | 199.40 مليون                   | 57.06 مليار                               |
| الناتج المحلي الإجمالي (تعادل القوة الشرائية) بليون دولار | 207.25 مليون                   | 74.98 مليار                               |
| الناتج المحلي الإجمالي الاسمي للفرد دولار أمريكي          | 3.38 ألف                       | 11.26 ألف                                 |
| الناتج المحلي الإجمالي للفرد دولار أمريكي                 | 3.80 ألف                       | 14.92 ألف                                 |
| مؤشر التنمية البشرية                                      |                                | 0.766                                     |
| رمز المكالمات الدولي                                      | +692                           | +506                                      |
| رمز الإنترنت                                              | .mh                            | .cr، قائمة نطاقات المستوى الأعلى للإنترنت |
| المنطقة الزمنية                                           | ت ع م+12:00                    | 00                                        |

## منظمات دولية مشتركة
يشترك البلدان في عضوية مجموعة من المنظمات الدولية، منها:
| علم المنظمة | اسم المنظمة                   | تاريخ انضمام جزر مارشال | تاريخ انضمام كوستاريكا |
| ----------- | ----------------------------- | ----------------------- | ---------------------- |
|             | البنك الدولي للإنشاء والتعمير | 21 مايو 1992            | 8 يناير 1946           |
|             | يونسكو                        | 30 يونيو 1995           | 19 مايو 1950           |
|             | الاتحاد الدولي للاتصالات      | 22 فبراير 1996          | 13 سبتمبر 1932         |
|             | مؤسسة التمويل الدولية         | 23 سبتمبر 1992          | 20 يوليو 1956          |
|             | منظمة الشرطة الجنائية الدولية | ?                       | ?                      |
|             | الأمم المتحدة                 | 17 سبتمبر 1991          | 2 نوفمبر 1945          |
|             | مؤسسة التنمية الدولية         | 19 يناير 1993           | 30 يونيو 1961          |
|             | منظمة حظر الأسلحة الكيميائية  | ?                       | ?                      |

## وصلات خارجية
- موقع وزارة الخارجية الكوستاريكية